# Neurergus
Die Gattung Neurergus (im Deutschen etwa: Bergbachmolche) gehört zur Ordnung der Schwanzlurche und bewohnt Gebiete in Vorderasien (östliche Türkei, nordwestlicher Iran, nördlicher Irak).

## Merkmale
Es handelt sich um kleinere bis mittelgroße (12 bis maximal 19 Zentimeter lange) Schwanzlurche, die sich – ähnlich wie die Europäischen Gebirgsmolche (Euproctus und Calotriton) – bevorzugt im Umfeld und innerhalb von Bergbächen aufhalten. Ihr Rumpf ist walzenförmig und der Schwanz länger als der übrige Körper. Die Männchen bilden, anders als etwa die Wassermolche der Gattung Triturus i. w. S., zur Paarungszeit keine Hautkämme aus, sondern es treten lediglich Verbreiterungen der Schwanzsäume auf. Ihre Kloake ist in dieser Zeit kugelförmig. Die Färbung der Oberseite ist in der Regel von einer dunklen (braunen bis schwarzen) Grundfarbe geprägt, die von hellen, oft gelblichen Punkten oder Flecken unterbrochen wird. Die Unterseite ist zumeist orange oder rot. Die kleinste Art, der Zagros-Molch, zeigt auch Rotanteile an den Extremitäten und als Längslinie auf dem Rücken.

## Arten
Die Gattung umfasst sechs Arten.
Stand: 3. Januar 2023
- Neurergus barani Öz, 1994
- Urmia-Molch (Neurergus crocatus Cope, 1862)
- Neurergus derjugini (Nesterov, 1916)
- Zagros-Molch (Neurergus kaiseri Schmidt, 1952)
- Neurergus munzurensis Olgun, Avcı, Bozkurt, Üzüm, Olgun & Ilgaz, 2016
- Türkischer Bergbachmolch (Neurergus strauchii (Steindachner, 1887))

Die früheren Unterarten Neurergus strauchii barani und Neurergus strauchii munzurensis werden als eigenständige Arten Neurergus barani und Neurergus munzurensis betrachtet.

## Verbreitung
Die Gattung kommt, soweit bisher bekannt, in teilweise weit auseinanderliegenden und voneinander abgetrennten (disjunkten) Teilgebieten „Kurdistans“ vor:
- Neurergus barani: Kubbe-Pass westlich von Malatya (Türkei). Dies stellt das westlichste bekannte Vorkommen der Gattung dar.
- Neurergus crocatus: Hikkari (Türkei), westliches Urmia-See-Gebiet (Iran) und Nordostirak bis Kirkuk.
- Neurergus kaiseri: südlicher Zagros in Lurestan, Umgebung des Ortes Shah-Bazan (Iran).
- Neurergus munzurensis: Munzur-Vadisi-Nationalpark, Provinz Tunceli, östliche Zentraltürkei.
- Neurergus derjugini: westlicher Zagros-Hauptkamm auf der Höhe von Paveh (Iran).
- Neurergus strauchii: westliches Van-See-Gebiet, Bitlis (Türkei).

## Lebensraum und Lebensweise
N. strauchii, N. crocatus und N. derjugini bewohnen kleine, fischfreie Bergbäche und deren unmittelbare Umgebung – Biotope, die meist vegetationsarm sind. Die Bäche werden nach der Schneeschmelze im Frühjahr zur Fortpflanzung aufgesucht und nach wenigen Wochen wieder verlassen. Die Salamander ziehen sich in der Folge zum Schutz vor Hitze und Austrocknung tief in das umgebende felsige Terrain zurück. Wahrscheinlich werden Sommer, Herbst und Winter ohne Unterbrechung unter der Geländeoberfläche verbracht.
Die Balz, Paarung und „Übergabe“ der Spermatophore(n) findet an Land in unmittelbarer Ufernähe statt. Anschließend heften die Weibchen die befruchteten Eier an rauen Untergrund (Steine, Felsen) im Bachbett. Die schlüpfenden Larven leben aquatil und erreichen nach etwa zwei Monaten die Metamorphose.
Auffällig ist die immer wieder zu beobachtende Kulturfolge der Gattung. Häufig werden Bäche in der Nähe der Dörfer mit Steinmauern gegen Überflutung eingefasst, die offenbar ein günstiges Sommerhabitat für diese Lurche darstellen. Auch dürfte das Angebot an Nahrung (Insekten, Gliedertiere etc.) in der Nähe menschlicher Siedlungen vor allem infolge des Viehbestands höher sein als in der offenen Landschaft.
Die iranische Art N. kaiseri besiedelt ein semiarides Gebiet mit sehr heißen, niederschlagsfreien Sommern. Der Zagros-Molch ist deshalb auf unterirdisch verlaufende Bäche angewiesen, die er nur in den Wintermonaten bei Niederschlägen verlässt. In diese Zeit fällt auch die Fortpflanzung, wobei diese durchaus auch unter der Erdoberfläche stattfinden kann. Über die unterirdische Lebensweise der Gattung, insbesondere auch von N. kaiseri, ist wenig bekannt. Erkenntnisse über Paarungsverhalten, Embryonal- und Larvalentwicklung entstammen vorwiegend Terrarienbeobachtungen.

## Gefährdung und Schutz
Schon die sehr kleinflächigen Verbreitungsgebiete erhöhen das potenzielle Aussterberisiko der Neurergus-Arten. Als allgemeine Gefährdungsfaktoren werden Lebensraumzerstörungen oder Gewässerverschmutzung durch Agrochemikalien (Pestizide etc.) sowie zunehmend der Fang für den Tierhandel angenommen. Wasserbauliche Eingriffe in Fließgewässer – beispielsweise Staudammprojekte, insbesondere in der Osttürkei – bedrohen viele Neurergus-Populationen gegenwärtig und in naher Zukunft.
Die IUCN stuft N. kaiseri  als „gefährdet“ (vulnerable) ein – zu Beginn des 21. Jahrhunderts soll der Bestand innerhalb weniger Jahre drastisch um bis zu 80 Prozent eingebrochen sein. Als Grund wird vor allem der übermäßige Fang für den Heimtierhandel in den Industrieländern angeführt. In einer neueren Beurteilung zählt die IUCN sie sogar zu den hundert am stärksten vom Aussterben bedrohten Arten. Ebenfalls in der höchsten Gefährdungskategorie befindet sich N. derjugini. Die beiden anderen Arten werden als „vulnerable“ (gefährdet) bewertet.
Nach der Bundesartenschutzverordnung (BArtSchV) und dem Bundesnaturschutzgesetz (BNatSchG) sind Neurergus crocatus und Neurergus strauchii „besonders geschützt“.
Bei einer Artenschutzkonferenz in Doha (Katar) im März 2010 wurde von den Teilnehmerstaaten beschlossen, Neurergus kaiseri in den Anhang I des Washingtoner Artenschutzübereinkommens (CITES) aufzunehmen und damit den weltweiten Handel mit Wildfängen dieser Tierart grundsätzlich zu verbieten. Auch vorher schon war die Ausfuhr nach iranischem Gesetz illegal. „Liebhaber“ und Sammler in EU-Ländern und Japan sollen zuletzt teilweise 300 Euro für einen der seltenen Zagros-Molche gezahlt haben. Die in Doha beschlossenen Anhangsänderungen – also auch das Handelsverbot für den Zagros-Molch – wurden für die Mitgliedstaaten der EU am 15. August 2010 rechtswirksam.
Als weitere Artenschutzmaßnahme für Neurergus kaiseri wurde ein Ex-situ-Nachzuchtprogramm am Sedgwick County Zoo in Wichita/Kansas gestartet, um die Bestandszahlen zu stabilisieren und zu erhöhen. Darüber hinaus wird die Razi-Universität im Iran zu diesem Zweck möglicherweise ein In-situ-Nachzuchtprogramm durchführen, also ein kontrolliertes Nachzüchten im Freiland.

## Weiterführende Literatur
- G. Schultschik, S. Steinfartz: Die Salamandriden des Iran sowie Anmerkungen zur Herpetofauna. In: Urodela-Info Bochum. Band 9, 1996, S. 13–14.
- S. Steinfartz, G. Schultschik: Die Gattung Neurergus – faszinierende Bergbachsalamander. In: Reptilia. Münster. Band 2, Nr. 6, 1997, S. 39–48.
- J. F. Schmidtler: Eine Übersicht neuerer Untersuchungen und Beobachtungen an der vorderasiatischen Molchgattung Neurergus Cope, 1862. In: Abh. Ber. Naturkde. Magdeburg. Band 17, 1994, S. 193–198.
- M. Sparreboom, S. Steinfartz, G. Schultschik: Courtship behavior of Neurergus (Caudata: Salamandridae). In: Amphibia-Reptilia. Band 21, 2000, S. 1–11.